# Centralskolan (TV-serie)
Centralskolan är en svensk humorserie som visades på SVT1 hösten 2007. Serien utspelar sig på en skola och kretsar kring den 14-åriga eleven Filippa Bark, spelad av Sissela Benn. För regin svarade Måns Nilsson och manus är skrivet av humorgruppen Einsteins kvinnor (som också står för alla huvudroller).

## Rollfigurer
- Filippa Bark – Sissela Benn
- Filippas bästa kompis Monika – Emma Hansson
- Hjälpläraren Andreas – Jesper Rönndahl
- SO-läraren Ulrika – Emma Hansson
- NO-läraren Christian – Simon Svensson
- Rektorn – Sissela Benn

## Om serien
Serien är inspelad på Linnéskolan i Malmö. Målgruppen är unga vuxna.